# Meg Marnon
Meg Marnon, född Eklund 4 april 1953 i Göteborg, är en svensk författare och skribent med inriktning på ekonomi, entreprenörskap och media. Bosatt i Göteborgs södra skärgård.
Hon har producerat läromedel för gymnasiet, högskolan och arbetsmarknadsutbildningar inom IT, media och entreprenörskap för ett flertal ledande förlag och utbildningsföretag sedan 1998.